# Budynek przy ul. Kościuszki 110 w Braniewie
Budynek przy ul. Kościuszki 110 – zabytkowy budynek z początku XX wieku, położony przy ul. Kościuszki w Braniewie.

## Architektura kamienicy
Kamienica jest murowana z cegły, otynkowana, założona na planie prostokąta, dwutraktowa. Posiada dwie kondygnacje oraz częściowo mieszkalne poddasze (rok 1981). Zwrócona jest kalenicowo do ul. Kościuszki i znajduje się w ciągu zabudowy pierzejowej ulicy. Elewacja frontowa jest pięcioosiowa. Z prawej strony budynku znajduje się brama wjazdowa, z lewej strony do budynku przylega parterowa dobudówka z płaskim dachem. Na dachu w narożniku znajduje się ozdobny gazon. Otwory okienne w budynku mają kształt prostokątny, pod oknami na pierwszym piętrze położony jest ciągły profilowany podłokietnik. Nad oknami pierwszej kondygnacji pod grymsem wieńczącym wykonano pięć otworów w kształcie krzyży. Elewacja tylna budynku jest trójosiowa. Od podwórza w prawej osi przylega do budynku oficyna. Budynek nakryty jest dachem dwuspadowym i dachówką holenderką. Na kalenicy w prawej skrajnej osi, patrząc od ulicy, znajduje się sterczyna w kształcie profilowanej iglicy.
Styl budynku jest eklektyczny z elementami secesyjnymi.
Od 1947 roku do pierwszej dekady XXI w. budynek był siedzibą Gminnej Spółdzielni „Samopomoc Chłopska” w Braniewie.
26 marca 1999 budynek został wpisany do rejestru zabytków pod numerem 1625/99. W podwórzu znajdują się ponadto dwie zabytkowe budowle: budynek gospodarczy połączony z budynkiem mieszkalnym oficyną i drugi – zabytkowy spichlerz o konstrukcji szachulcowej.

## Galeria zdjęć

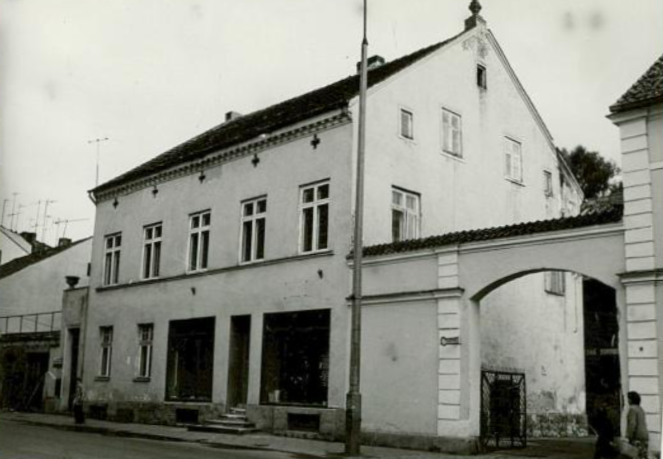
Wygląd w roku 1981
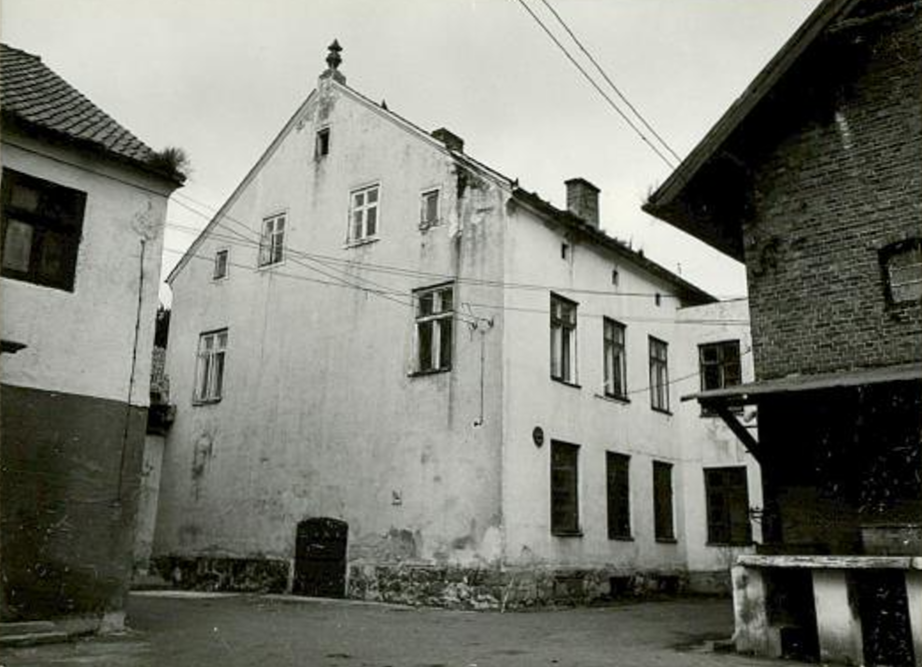
Widok od podwórza
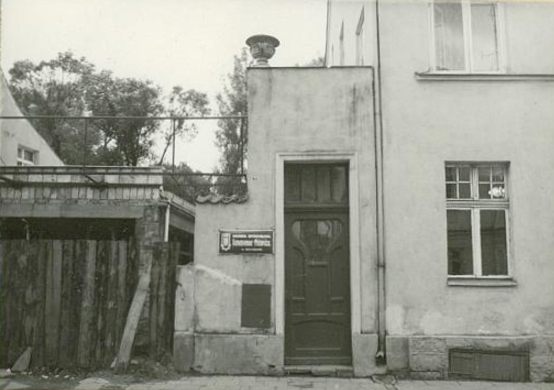
Dobudówka z gazonem
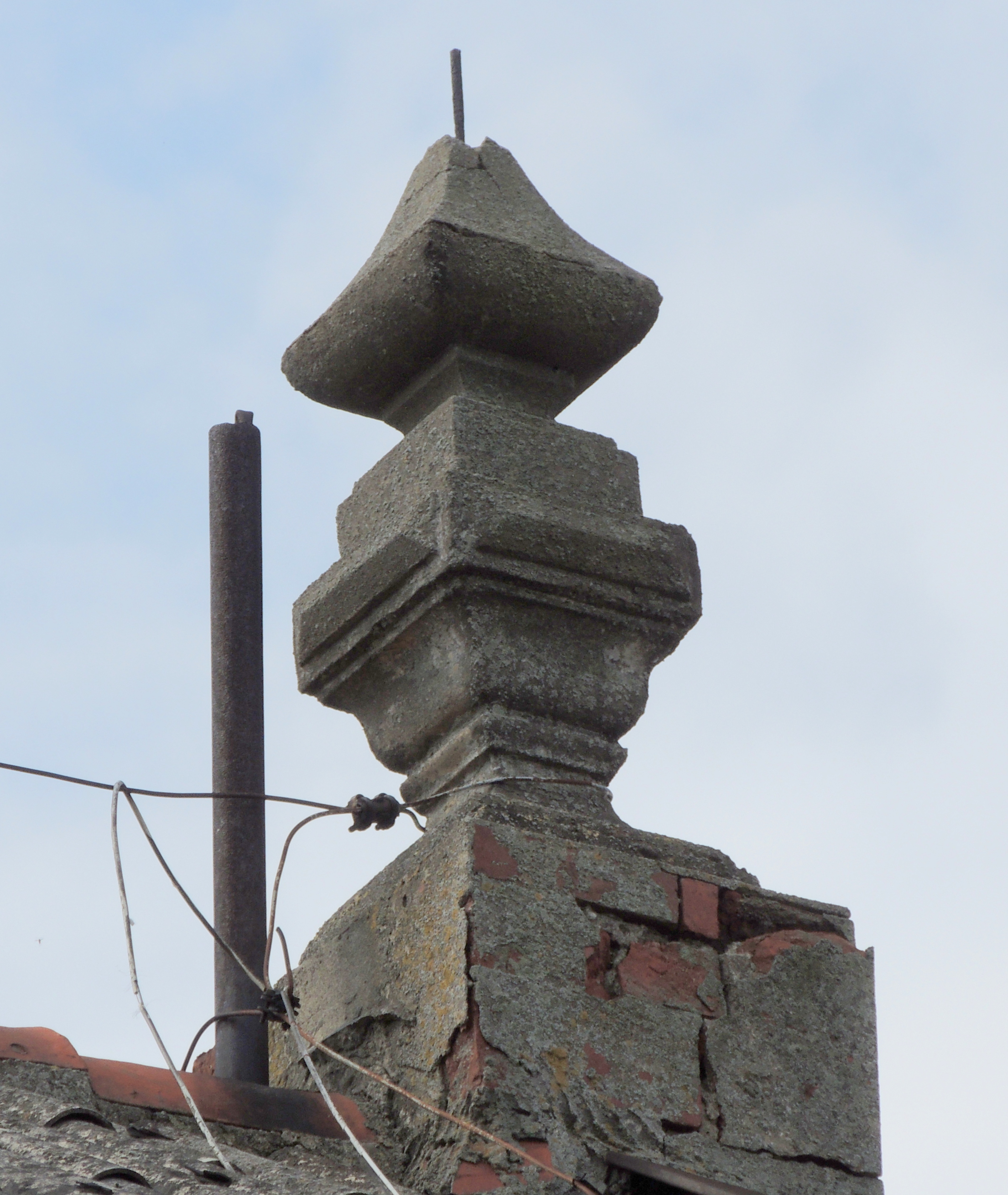
Sterczyna na kalenicy
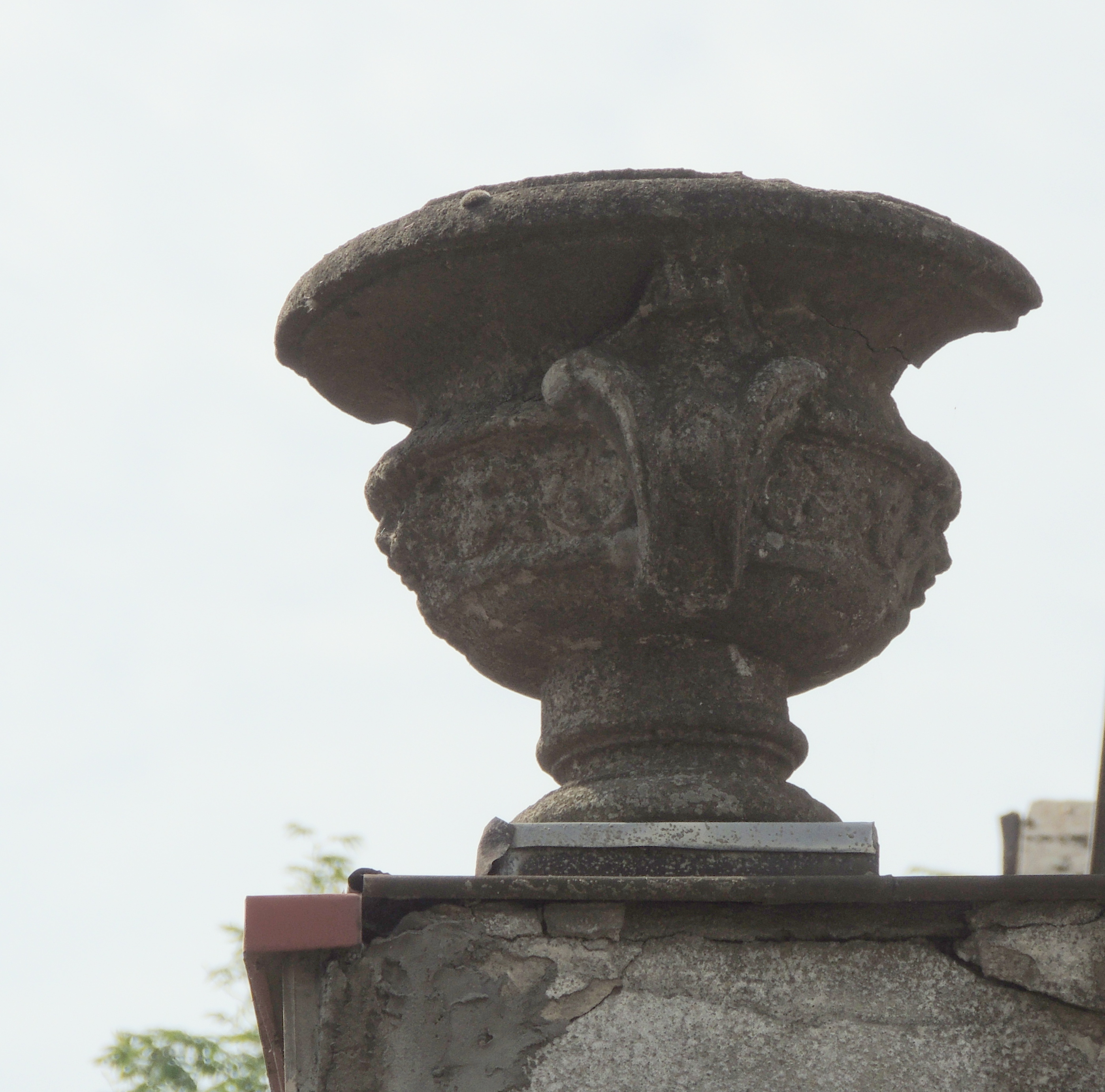
Gazon na przybudówce